# Isaac Osei
Isaac Osei es un diplomático ghanés retirado.
- A principios de 1970, comenzó su carrera en el Ministerio de Finanzas y Planificación Económica, en donde, trabajó en la sección Industria, Minería y Forestal y más tarde en la División Macroeconomía.
- Fue director de Aluworks.
- De 1978 a 1982 fue Jefe del Departamento de Operaciones Comerciales de la Ghana Tourist Development Company Limited.
- Fue fundador y consultor de Gestión de Ghanexim Economic Consultants Limited, una firma líder de consultoría económica involucrada en la planificación de proyectos de infraestructura y el Impacto ambiental potencial, así como la preparación de informes financieros, marketing y planes de negocio para el sector privado.
- Ha trabajado en varias capacidades como asesor de gobierno, Agencia de los Estados Unidos para el Desarrollo Internacional, el Banco Mundial, Agencia Japonesa de Cooperación Internacional, y Department for International Development.
- Fue consultor de comercio internacional para la Macroeconomía y es un experto en el sistema multilateral de comercio.
- Hasta marzo de 2001 era gerente de Intravenous Infusions Limited (IIL), una Sociedad de responsabilidad limitada farmacéutica privada y líder de fabricación de infusiones intravenosas y pequeños inyectables de volumen en África Occidental.
- De marzo de 2001 a 13 de abril de 2006 fue Alto Comisionado en Londres y embajador en Dublín (Irlanda).
- De 2003 a 2005 fue presidente de la Junta de Gobierno de la Secretaría de la Commonwealth en el período.
- Viajó extensamente como un miembro de las delegaciones del gobierno de Ghana a las Commonwealth Heads of Government Meeting, la Asamblea General de las Naciones Unidas, Commonwealth Exterior y conferencias de Ministros de Finanzas de la Commonwealth, y de la 31.ª Cumbre del G8 en Gleneagles, Escocia.
- John Kufuor lo incorporó al Order of the Volta (División Oficial).
- Desde el 13 de abril de 2006 es presidente ejecutivo de en:Ghana Cocoa Board.
- Él es Vicepresidente del Comité Ejecutivo de la International Cocoa Organization y miembro de la Consultative Board on the World Cocoa Economy de la International Cocoa Organization.
- Bajo su liderazgo, el en:Ghana Cocoa Board, ha alcanzado un nivel de producción de más de 740.000 toneladas, la más grande de salida, y ha logrado obtener una instalación comercial de $ 900 millones y una entidad a medio plazo de $ 190 millones para sus actividades operacionales y de inversión.
- El 03 de octubre de 2013 fue colportado como posible candiato a la en:President of Ghana, de la en:New Patriotic Party.[1]